# Carlos Checa
Carlos Checa Carrera (ur. 15 października 1972 w Sant Fruitos) – hiszpański motocyklista.

## Początki kariery
Kariera Carlosa na dobrą sprawę rozpoczęła się od Mistrzostw Hiszpanii w klasie 80 cm³. W swoim pierwszym sezonie – 1990 – zajął 7. miejsce, ale rok później zdobył swój pierwszy tytuł. W roku 1992 Checa startował w Mistrzostwach Europy w klasie 125 cm³, gdzie zajął 8. lokatę.

## Kariera w Moto GP
W 1993 roku Carlos Checa zadebiutował w Mistrzostwach Świata. "El Toro" ścigał się w klasie 250 cm³ i sezon zakończył na 23. miejscu. Zdobył też brązowy medal Mistrzostw Hiszpanii.
Carlos występował w Mistrzostwach Świata dzięki dzikim kartom, ale rok 1994 był już inny. To pierwszy pełny sezon w Mistrzostwach Świata klasy 250 cm³, w którym zajął 12. miejsce. W następnym sezonie Checa dostał szansę występu w klasie 500 cm³ w zastępstwie kontuzjowanego Alberto Puiga. Rok później dołączył do drużyny Honda Pons i razem ze swoim kolegą rozpoczęli występy w klasie 500 cm³.
W 1996 roku „El Toro” odniósł swoje pierwsze zwycięstwo w GP Katalonii. Puchar wręczał mu król Hiszpanii, Juan Carlos. Ten i następny sezon zakończył na 8. miejscu. Najlepszym rokiem w karierze był 1998. Wygrana w Madrycie dawała Chece szansę nawet na walkę o tytuł. Fatalny upadek podczas porannego treningu zaprzepaścił tę szansę. Długa rehabilitacja przywróciła Carlosowi możliwość rywalizacji, jednak ostatecznie zajął 4. miejsce w klasyfikacji generalnej.
Przez długi czas kariery był związany z Hondą. W 1999 roku przesiadł się na Yamahę. Zmiana nie wyszła na dobre, gdyż na nowej maszynie nie stanął na najwyższym stopniu podium, choć osiem razy był drugi. Po sześcioletniej współpracy szefowie Yamahy nie zdecydowali się na przedłużenie kontraktu z Checą. Zatrudniła go ekipa Ducati, w barwach której w roku 2005 dwa razy stanął na podium. Sezon zakończył na 9. miejscu. Na sezon 2006 znów powrócił do Yamahy. W klasyfikacji generalnej tego sezonu zajął 15. miejsce. W sezonie 2007 znowu jeździł dla Hondy. Sezon zakończył na 14. miejscu. Po tym sezonie przeniósł się do serii World Superbike. W 2010 znów powrócił do MotoGP na dwa ostatnie wyścigi sezonu, w których zastąpił Mika Kallio.

## Kariera w World Superbike
W sezonie 2008 Checa związał się z zespołem Ten Kate Honda startującym w serii World Superbike, zastępując obecnego mistrza Superbike Jamesa Toselanda, który przeszedł do MotoGP. Sezon zakończył na 4. pozycji, odnosząc dwa zwycięstwa, oba w USA. Sezon 2009 był już gorszy. Carlos nie wygrał żadnego wyścigu, stanął cztery razy na podium, a cały sezon zakończył na 7. miejscu.
W listopadzie 2009 Checa został potwierdzony jako kierowca zespołu Althea Ducati jako partner Shane'a Byrne'a. Checa odniósł pierwsze zwycięstwo dla Althea w drugim wyścigu otwierającym sezon weekendzie na Phillip Island w Australii. Na torze Miller Motorsports Park w USA prowadził w obu wyścigach, ale obu nie ukończył z powodu awarii motocykla. Pod koniec sezonu wygrał oba wyścigi we Włoszech na Imolii, a cały sezon zakończył na 3. pozycji. W sezonie 2011 znów jeździł w Althea Ducati i był to jego najlepszy sezon w dotychczasowej karierze. Rozpoczął od dwóch zwycięstw w Australii i zdominował cały sezon. Wygrał 15 z 26 wyścigów, 21 razy stał na podium i 6 razy wywalczył pierwsze pole startowe. Sezon zakończył zwyciężając w serii Superbike z 505. punktami na koncie. W sezonie 2012 Checa kontynuuje jazdę dla Althea Ducati. Pierwszy nowy sezon otwierał weekend w Australli. Checa miał wypadek w pierwszym wyścigu będąc na prowadzeniu i nie ukończył go. Drugi wyścig wygrał.